# Kvarnforskyrkan

Kvarnforskyrkan i Borlänge är en kyrka ansluten till Evangeliska Frikyrkan, med ungefär 100 medlemmar. Församlingen bildades 1938 och har sedan begynnelsen funnits i stadsdelen Kvarnsveden.
Kyrkan har gudstjänster varje söndag klockan 11.00.